# Zsuzsa Nyertes
Dans le nom hongrois Nyertes Zsuzsa, le nom de famille précède le prénom, mais cet article utilise l’ordre habituel en français Zsuzsa Nyertes, où le prénom précède le nom.
Zsuzsa Nyertes, née le 14 décembre 1958 à Budapest, est une actrice hongroise. Elle est également actrice de doublage.

## Filmographie partielle
- A Long Weekend in Pest and Buda, Károly Makk, 2003